# Principado de Érfurt

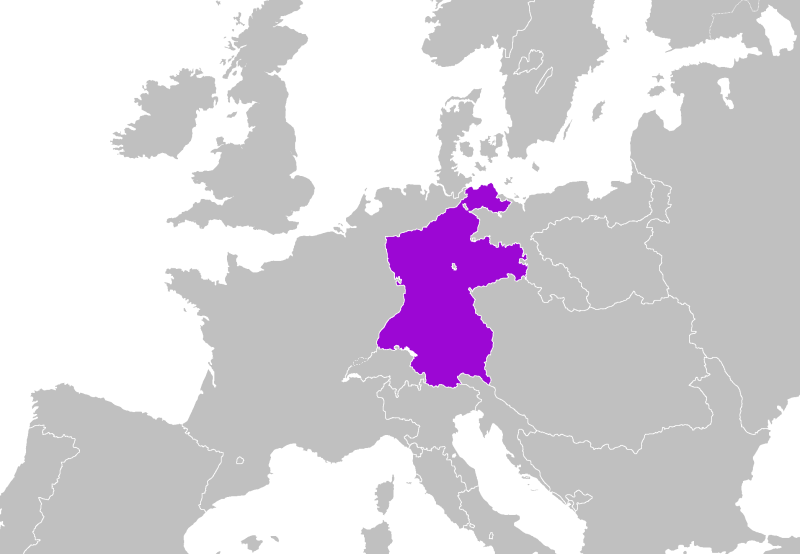
Principado de Érfurt (punto blanco) como un exclave francés en el centro de la Confederación del Rin (violeta).

El Principado de Érfurt (en alemán: Fürstentum Erfurt) existió entre 1806 y 1814 e incluía Érfurt y los territorios alrededor, incluyendo el condado (Grafschaft) Blankenhain. Estaba directamente subordinado al Emperador de los Franceses.
El Principado de Érfurt se convirtió en subordinado de Napoleón I como Estado de dominio imperial (domaine réservé à l'empereur), junto con el Grafschaft Blankenhain, después de la derrota de Prusia en la Batalla de Jena-Auerstedt, mientras que los estados turingios alrededor se unieron a la Confederación del Rin.
Érfurt fue gobernada por un senado civil y militar, que se encontraban bajo el Gobernador imperial francés (más tarde, "Intendente"). Este tenía su sede en el Kurmainzischen Statthalterei.

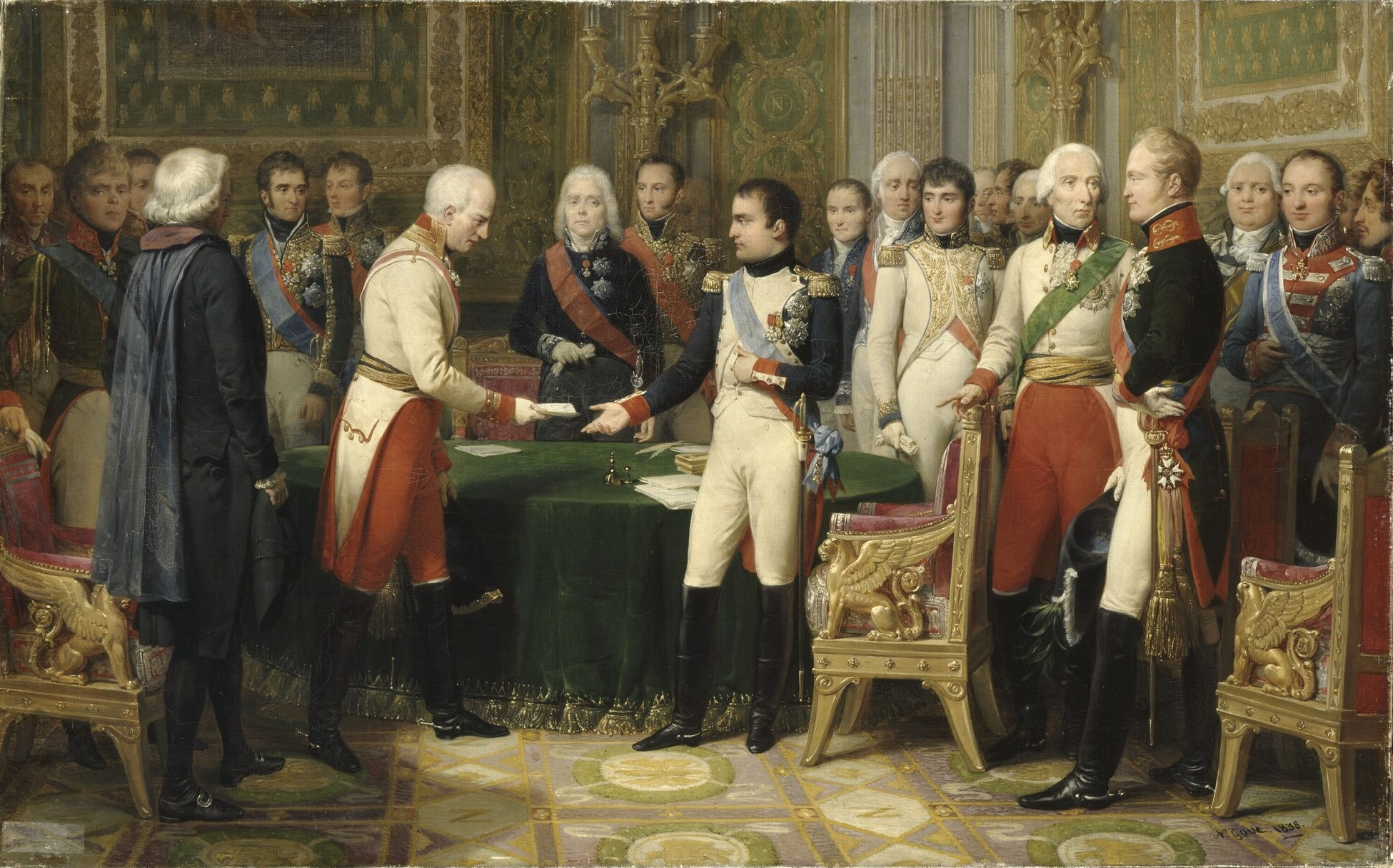
Encuentro de Napoleón y Alejandro en Érfurt. Pintura histórica de Nicolas Gosse.

En 1808 sostuvo Napoleón en el exclave francés el Congreso de Erfurt, un intento del emperador francés de fortalecer su alianza con Rusia contra Austria, y que reunió en la ciudad a Napoleón con el emperador Alejandro I de Rusia entre el 27 de septiembre y el 14 de octubre.
Desde el 25 de octubre de 1813 Érfurt fue sitiada por fuerzas prusianas, austriacas y rusas después de la Batalla de Leipzig, y finalmente conquistada el 6 de enero de 1814. Salvo las dos ciudadelas de la ciudad (Petersberg y Cyriaksburg), que se rendirían el 7 de mayo. En el Congreso de Viena de 1815 Érfurt fue otorgada a Prusia, aunque sus tierras circundantes y el territorio de Blankenhainer fueron cedidos a Sajonia-Weimar-Eisenach. Érfurt se convirtió en la capital del distrito administrativo de Érfurt (Regierungsbezirk Erfurt) en la prusiana Provincia de Sajonia.